# Alive II
Alive II is het tweede livealbum van de hardrockband Kiss. Het album verscheen op 14 oktober 1977 en werd geproduceerd door Eddie Kramer en Kiss.
Hoewel dit een livealbum is, werden de laatste vijf nummers (vierde zijde van de vinylversie) opgenomen in de studio.
Er zijn twee singles van uitgebracht: Shout It Out Loud (live) en Rocket Ride.

## Nummers
1. "Detroit Rock City"
2. "King of the Night Time World"
3. "Ladies Room"
4. "Makin' Love"
5. "Love Gun"
6. "Calling Dr. Love"
7. "Christine Sixteen"
8. "Shock Me"
9. "Hard Luck Woman"
10. "Tomorrow and Tonight"
11. "I Stole Your Love"
12. "Beth"
13. "God of Thunder"
14. "I Want You"
15. "Shout It Out Loud"
16. "All American Man" (Paul Stanley, Sean Delaney)(studio-opname)
17. "Rockin' in the U.S.A." (Gene Simmons)(studio-opname)
18. "Larger Than Life" (Simmons)(studio-opname)
19. "Rocket Ride" (Ace Frehley, Delaney)(studio-opname)
20. "Anyway You Want It" (Dave Clark)(studio-opname)

- Tracks 1-8, 11, 13, 15 opgenomen in The Forum, Los Angeles, CA, 25-28 augustus 1977
- Tracks 9 en 10 opgenomen in The Capitol Theatre, Passaic, NJ, 13 september 1977 en in de Electric Lady Studios, New York, NY
- Tracks 12 en 14 opgenomen in de Budokan Hall, Tokyo, Japan, 2 april 1977
- Track 16 opgenomen in The Capitol Theatre, Passaic, NJ, 16 september 1977 en in de Electric Lady Studios, New York, NY
- Track 17 en 19 recorded at the Capitol Theatre, Passaic, NJ, 14 september 1977 en in de Electric Lady Studios, New York, NY
- Track 18 recorded at the Capitol Theatre, Passaic, NJ, 13 september 1977 en in de Electric Lady Studios, New York, NY
- Track 20 recorded at the Capitol Theatre, Passaic, NJ, 15 september 1977 en in de Electric Lady Studios, New York, NY